# Nhàn hoàng gia

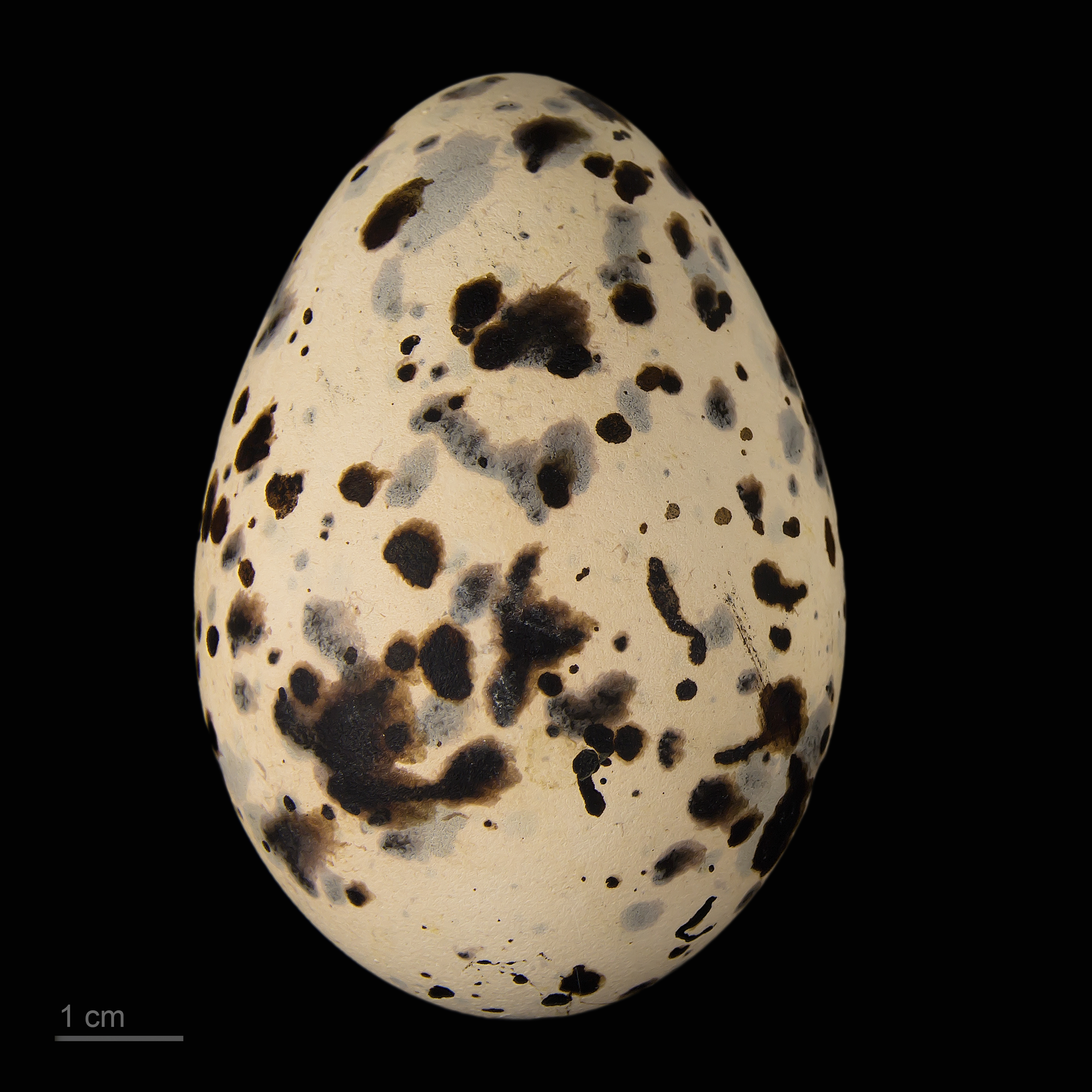
Thalasseus maximus albididorsalis

Nhàn hoàng gia (Thalasseus maximus) là một loài chim biển trong họ Mòng biển. Loài này có hai phân loài T. m. maximus sinh sống ở bờ Đại Tây Dương và Thái Bình Dương của Bắc và Nam Mỹ. Loài hơi nhỏ hơn T. m. albididorsalis sinh sống ở bờ biển Tây Phi. Nó có mỏ màu cam đỏ và chóp đen trên đỉnh đầu trong mùa sinh sản nhưng trong mùa đông thì chỏm này trở nên lốm đốm. Loài này được tìm thấy ở châu Âu, châu Phi, châu Mỹ và các đảo Caribê. Chúng chỉ sinh sống nơi có nước mặn, không sinh sống ở nơi có nước ngọt. Chúng có xu hướng săn mồi gần bờ, gần bãi biển, và gần vịnh nước đục.